# Szent Mihály-székesegyház (Veszprém)
A veszprémi Szent Mihály-főszékesegyház a Veszprémi főegyházmegye főtemploma. Az eredeti templom az államalapítás korában épült, minden bizonnyal ez Magyarország legrégibb székesegyháza. Mai formáját 1910-re érte el. A várban, pontosabban a Szentháromság tér északi oldalán elhelyezkedő neoromán stílusú épület két tornya a város számos pontjáról látható. A templom 1981 óta bazilika.

## Története

### Alapítása
A mai bazilika északi részén már Géza fejedelem idején egy körtemplom (rotunda) állt. Ennek korai voltára utal, hogy tájolása eltér a székesegyházétól és a később a helyére épített oktogonális kápolnáétól is. Kezdetben magánkápolna lehetett, majd a bolgárokkal vívott háború után válhatott a Szent György-ereklye tiszteletének központjává (innen a titulu-
sa). Az Árpád-kori rotundához északról palotaépület csatlakozott. Ez vagy Géza fejedelem szállásépülete lehetett, vagy a királyság első püspöki palotája.
A templomot elsőként a Pannonhalmi alapító oklevél (1001) említi; későbbi oklevelek rendszeresen Magyarország legrégibb székesegyházának nevezik.
Abban, hogy Veszprém a királynék városává vált, minden bizonnyal nagy szerepet játszott, hogy a székesegyházat maga Gizella királyné alapította, vagy legalábbis különös figyelmet szentelt rá, bár erre nincs konkrét bizonyíték. I. István király nagyobbik legendája így ír erről:
"Hogy ő, Gizella, Isten tiszteletének csinosításában miképp viselkedett, az Istennek szolgálók gyülekezetei iránt mely buzgónak s jótevőnek mutatkozott, arról a mai napig tanúskodnak számos egyház [ = itt: templom, gyülekezet] keresztjei, edényei és csodálatos mesterséggel készített vagy szőtt oltári ékességei. Mindenekelőtt pedig a veszprémi püspökség egyháza, melyet alapkövétől kezdve minden, Isten szolgálatához szükséges arany- és ezüstneművel és sokféle ruhával fölékesített."
A templomot Mihály arkangyal, a mennyei seregek vezére védi; elnevezésében egyes feltételezések szerint szerepet játszhatott, hogy az egyházmegye területén komoly harcot igényelt a lakosság keresztény hitre való áttérítése a veszprémi püspökséghez tartozott egyebek mellett Koppány vezér központja, a mai Somogy vármegye területe is).
A székesegyház első feltételezett ábrázolása a magyar királyok Veszprémben, a székesfehérvári Nagyboldogasszony-bazilika részére készült – ma a Nemzeti Múzeumban őrzött – koronázási palástján látható. Ezen Gizella királyné egy torony nélküli templom modelljét tartja kezében. Azonban valószínűbb, hogy a makett a székesfehérvári bazilika stilizált ábrázolása.

### Bővítések, újjáépítések

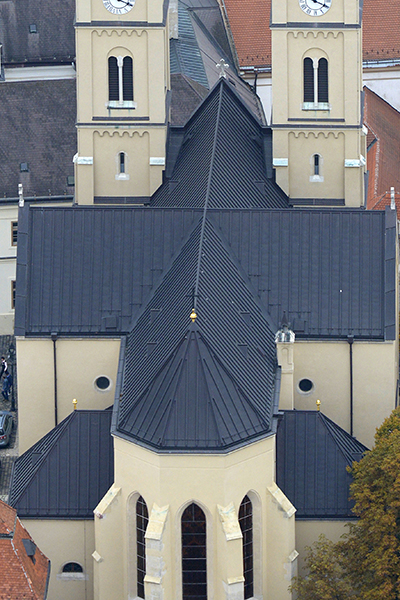
A veszprémi Szent Mihály-székesegyház, légi fotó

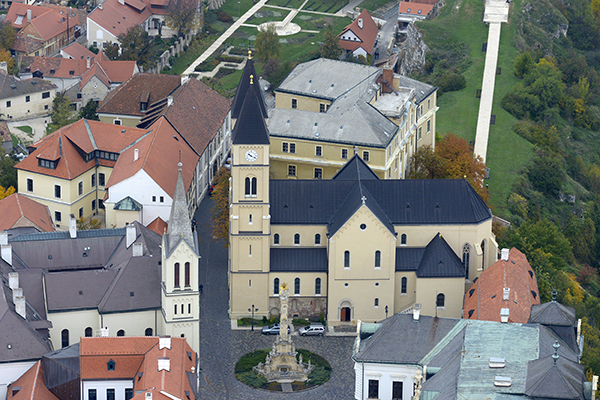
Szent Mihály-székesegyház (Veszprém) légi felvételen

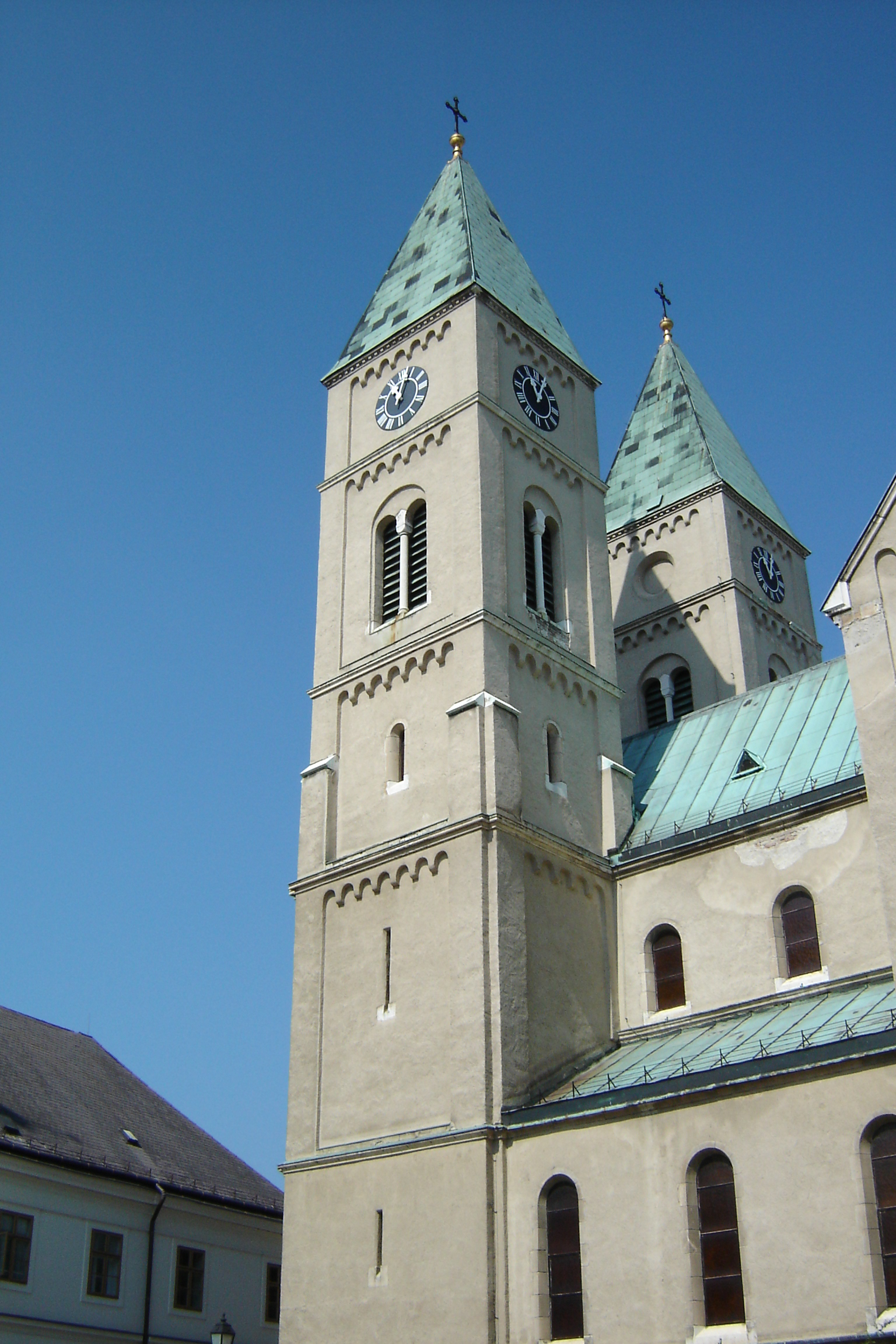
A bazilika a 2010-es felújítás előtt

I. István uralkodása után a háromhajós, román stílusú székesegyházat két toronnyal bővítették.
Az 1380-as veszprémi tűzvészt követően a katedrálist gótikus stílusban építették újjá, felszentelésére 1400-ban került sor. Ebből a korból származik a még ma is meglévő altemplom. Az épület többi része a török időkben pusztult el.
A székesegyház újjáépítése a 18. század elejéig váratott magára. Ekkor a templom barokk külsőt kapott. Végül 1907 és 1910 között Aigner Sándor tervei szerint neoromán stílusban épült újjá, az épület – feltételezett – eredeti külsejét alapul véve. A gótikus szentélyt és az altemplomot ugyanakkor megőrizték. Az épület üvegablakai a második világháború alatt megsemmisültek; a ma láthatók Árkayné Sztehlo Lili munkái.
1981-ben II. János Pál pápa a székesegyházat basilica minor rangra emelte.
2005 szeptemberében megkezdődtek a bazilika újabb restaurációs munkálatai. Elsőként a két tornyot újították fel. 2010-re állami támogatásból a templom külseje és belseje is megújult.

## Leírása

### Belseje

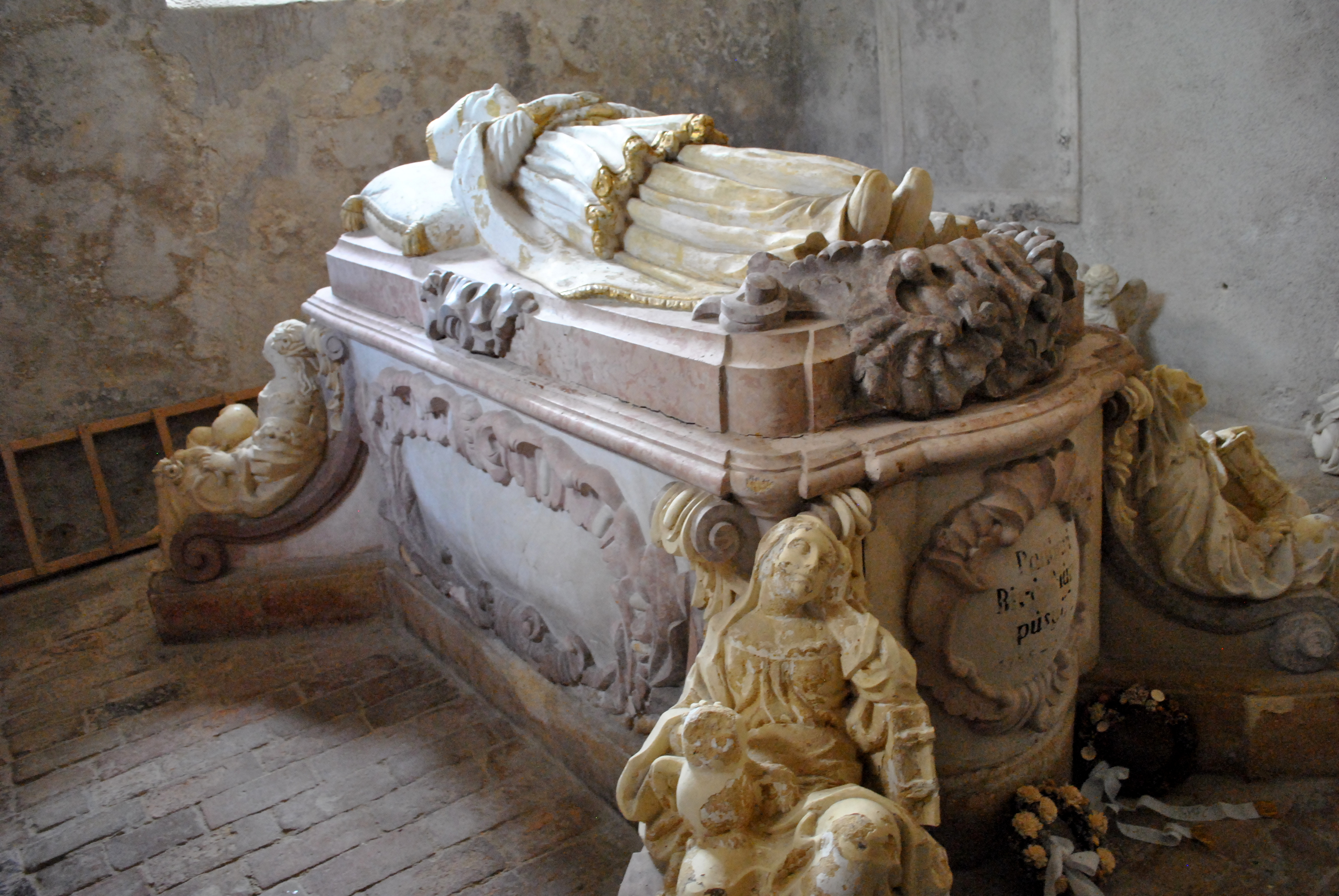
Biró Márton püspök síremléke

A templom főhajóját kazettás síkmennyezet fedi. Az oszlopfőket az Árpád-kori faragványok mintájára alakították ki az 1907 és 1910 közötti felújítás során. A mellékhajókban két-két oltár foglal helyet: az északiban (a főbejárattól balra) a Mária mennybemenetele- és a Szent György-, a déliben (a főbejárattól jobbra) pedig a Szent Anna- és a Szent Imre-oltár. A templom falképei Szirmay Antal munkái; egyebek mellett az Árpád-ház szentjeit, Nagy Szent Gergelyt, Nepomuki Szent Jánost és Hippói Szent Ágostont, valamint a négy evangélistát ábrázolják.
Az üvegablakokon Szent Istvánt, Szent Margitot, Boldog Ilonát, Gizella királynét, Szent Józsefet és Szent Gellértet láthatjuk.
A székesegyház Boldog Gizella királyné jobb alkarcsontját ereklyeként őrzi.

A gótikus altemplom főtermében helyezték el Bánáss László és Beriszló Péter veszprémi püspökök sírkövét. Egy innen nyíló kis helyiségben Padányi Biró Márton püspök 1762-ben készült barokk síremléke kapott helyet.

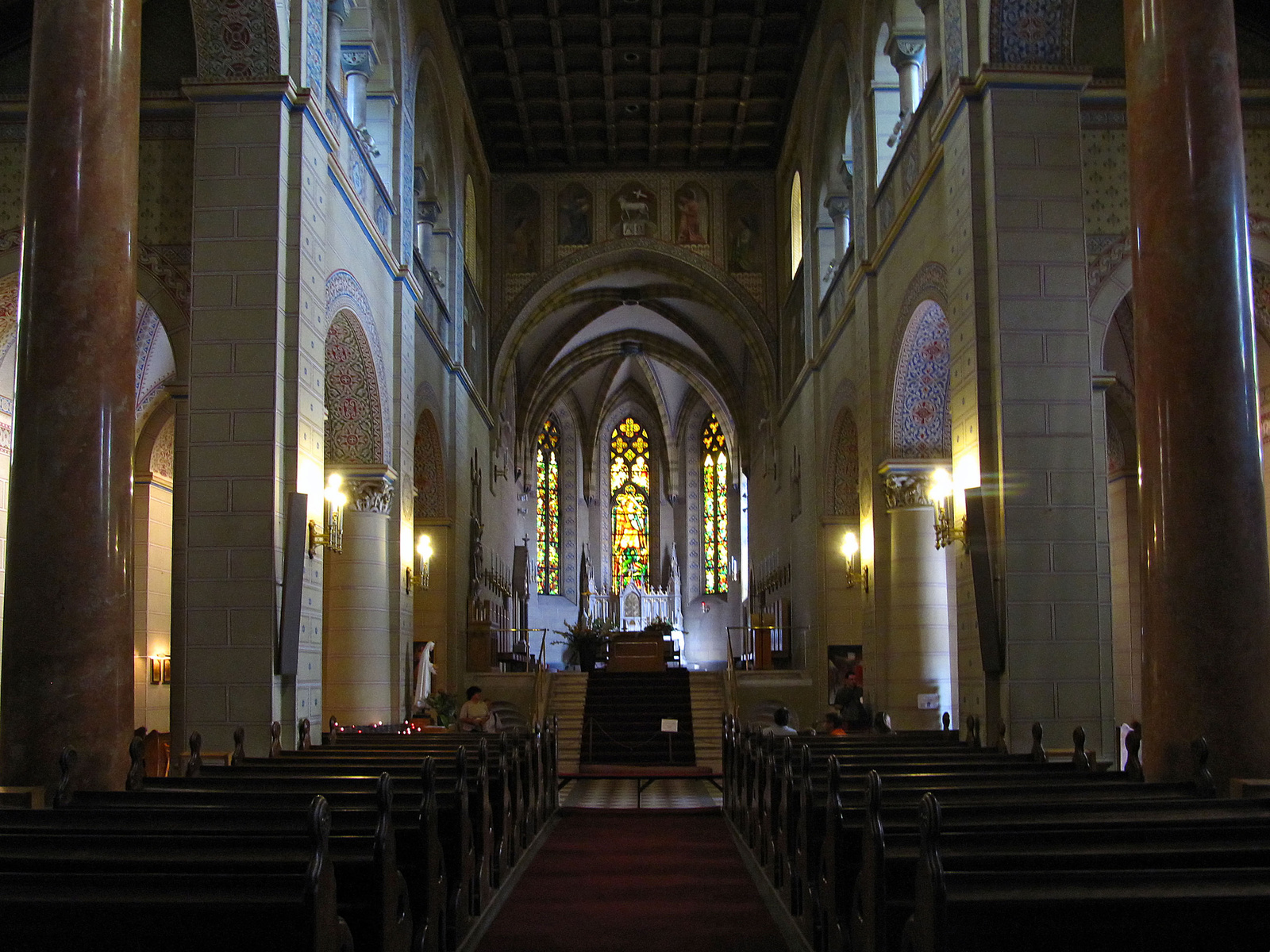
A főhajó a felújítás előtt

## Harangjai

### Jelenlegi harangok

#### Összefoglaló táblázat
| Szám | Név                                      | Öntés éve | Öntöde, helyszíne                 | Átmérő (cm) | Tömeg (kg) | Hangzása (A0= 435 Hz) | Torony |
| ---- | ---------------------------------------- | --------- | --------------------------------- | ----------- | ---------- | --------------------- | ------ |
| 1    | Szentháromság-nagyharang / „Öreg Mihály” | 1725      | Franz Ulrich Scheichel, Bécs      | 177,7 cm    | 3338 kg    | B0                    | Északi |
| 2    | Szent Mihály főangyal-harang             | 2024      | Grassmayr harangöntöde, Innsbruck | 150,7c cm   | 2228 kg    | cisz1-desz1           | Déli   |
| 3    | Boldog Gizella-harang                    | 2024      | Grassmayr harangöntöde, Innsbruck | 119,5 cm    | 1098 kg    | f1                    | Északi |
| 4    | Szent Anna-harang                        | 2024      | Grassmayr harangöntöde, Innsbruck | 99,6 cm     | 630 kg     | gisz1-asz1            | Déli   |
| 5    | Bódi Mária Magdolna-harang               | 2024      | Grassmayr harangöntöde, Innsbruck | 88 cm       | 528 kg     | b1                    | Déli   |
| 6    | Szent György vértanú-lélekharang         | 2024      | Grassmayr harangöntöde, Innsbruck | 65,5 cm     | 225,5 kg   | disz'1-esz'1          | Déli   |

### Korábbi harangok
A székesegyháznak öt harangja volt. Egy az északi, négy a déli toronyban.
Északi torony: 
- Szentháromság-nagyharang: 3500 kg súlyú, 177 cm átmérőjű, H0 alaphangú. 1725-ben készült Franz Ulrich Scheichel harangöntőnél Bécsben. Magyarország nagyharangjai közül ez a legrégebbi, a székesegyház egyetlen eredeti harangja, a mérete miatt nem rekvirálták el, ugyanis nem fért volna ki a toronyból. Ez a harang a legidősebb 20 mázsa feletti harangja az  országnak.                                                                 Déli torony:
- Lélekharang, elviszik egy más templomba, Szlezák László öntötte, 150 kg
- szent Anna harang, ezt is viszik egy más templomba, Szlezák László öntötte, 220 kg
- Szent József harang, ezt is viszik más templomba, Gombos Miklós öntötte, 700 kg
- Szent István-harang, mint az összes déli torony harangját, ezt is elviszik, Szlezák László öntötte, 969.5 kg
- A déli torony harangjait elviszik és az Innsbrucki harangöntödében öt új harangot öntenek, így a székesegyháznak hat harangja lesz és az előző régebbi harangokat az egyházmegye más templomaiba szállítják.

## További információk

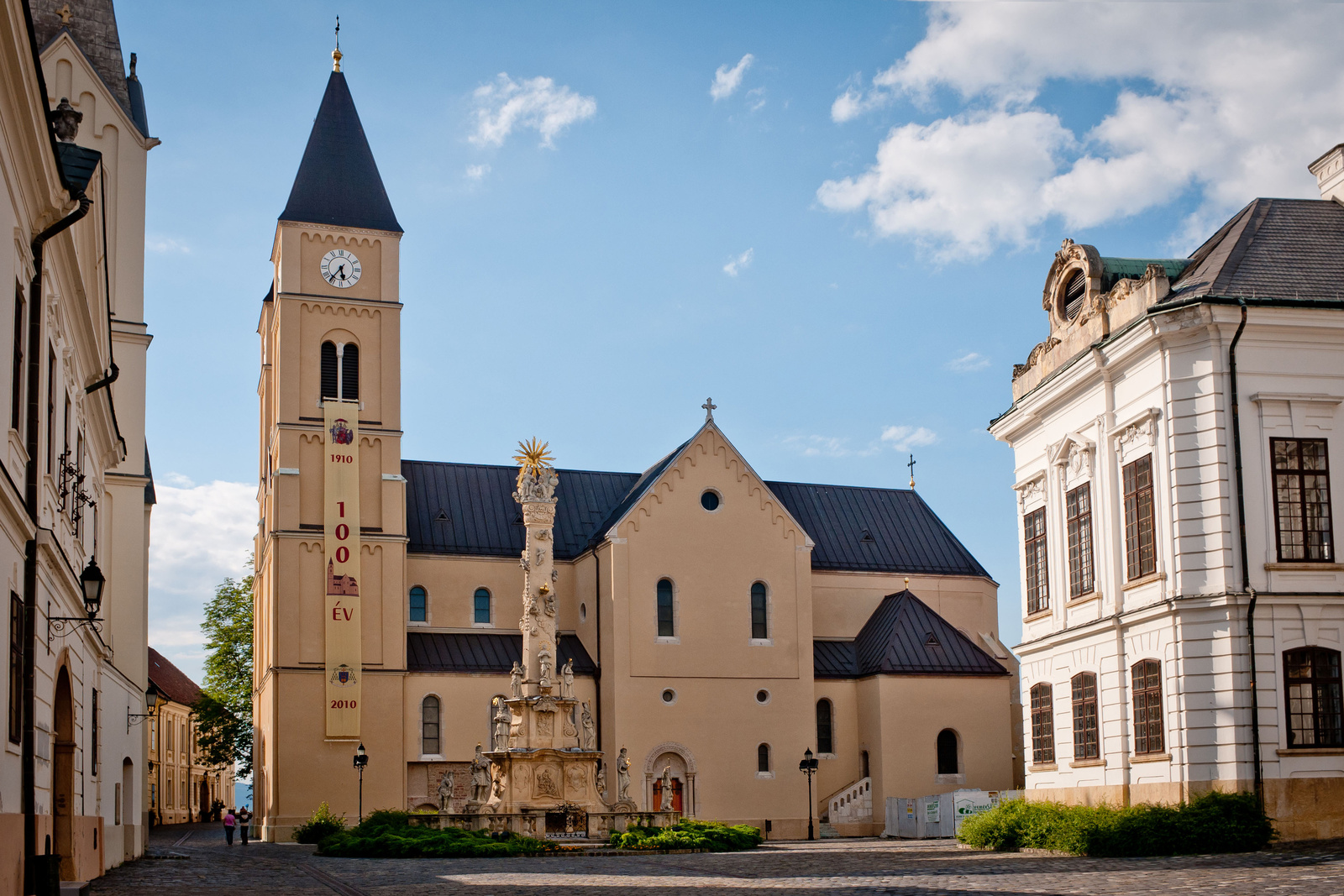
Még a 2023-as nagy felújítás előtt
A székesegyház és a Szentháromság-szobor 2023-ban
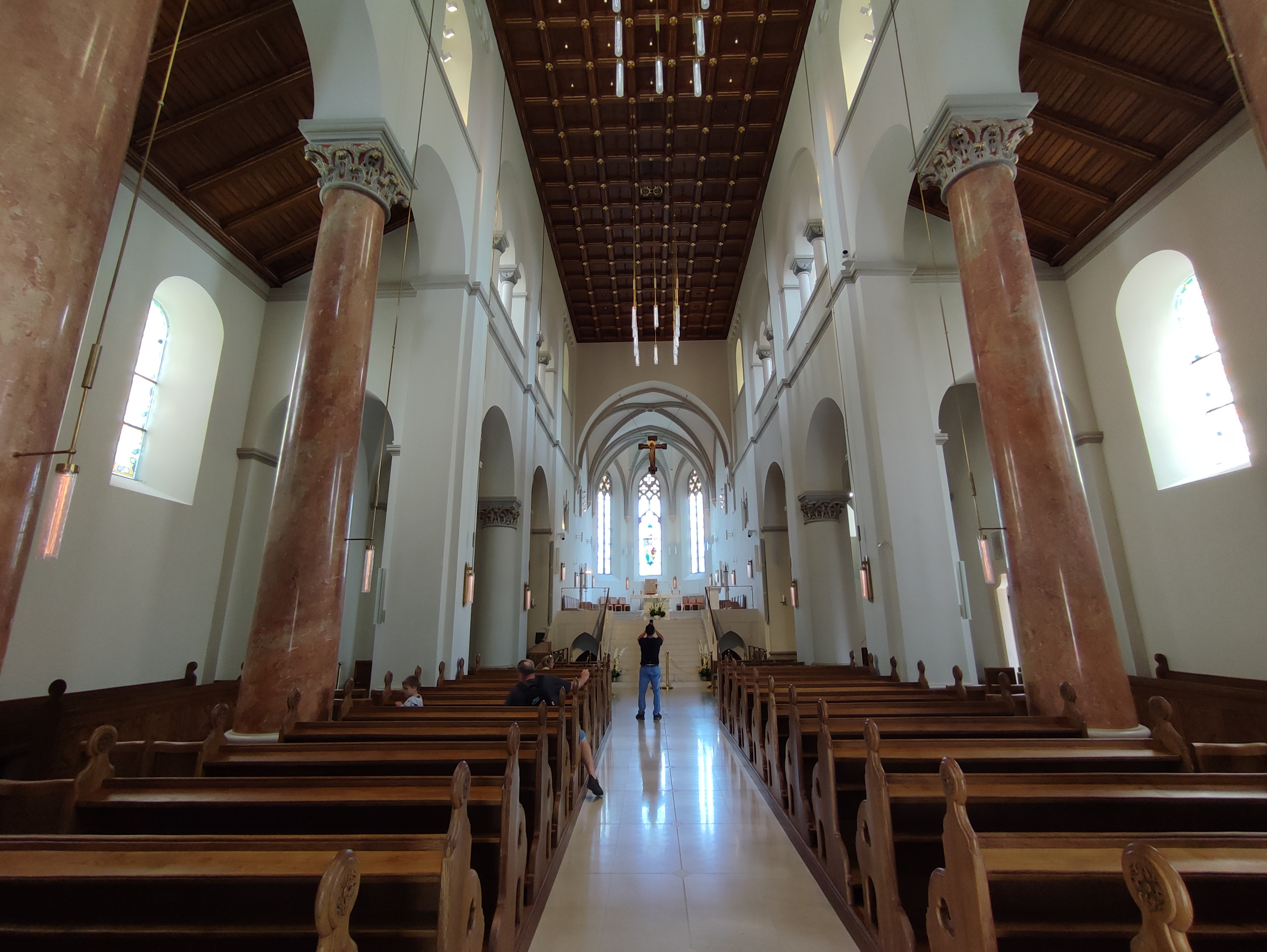
A felújított belső tér
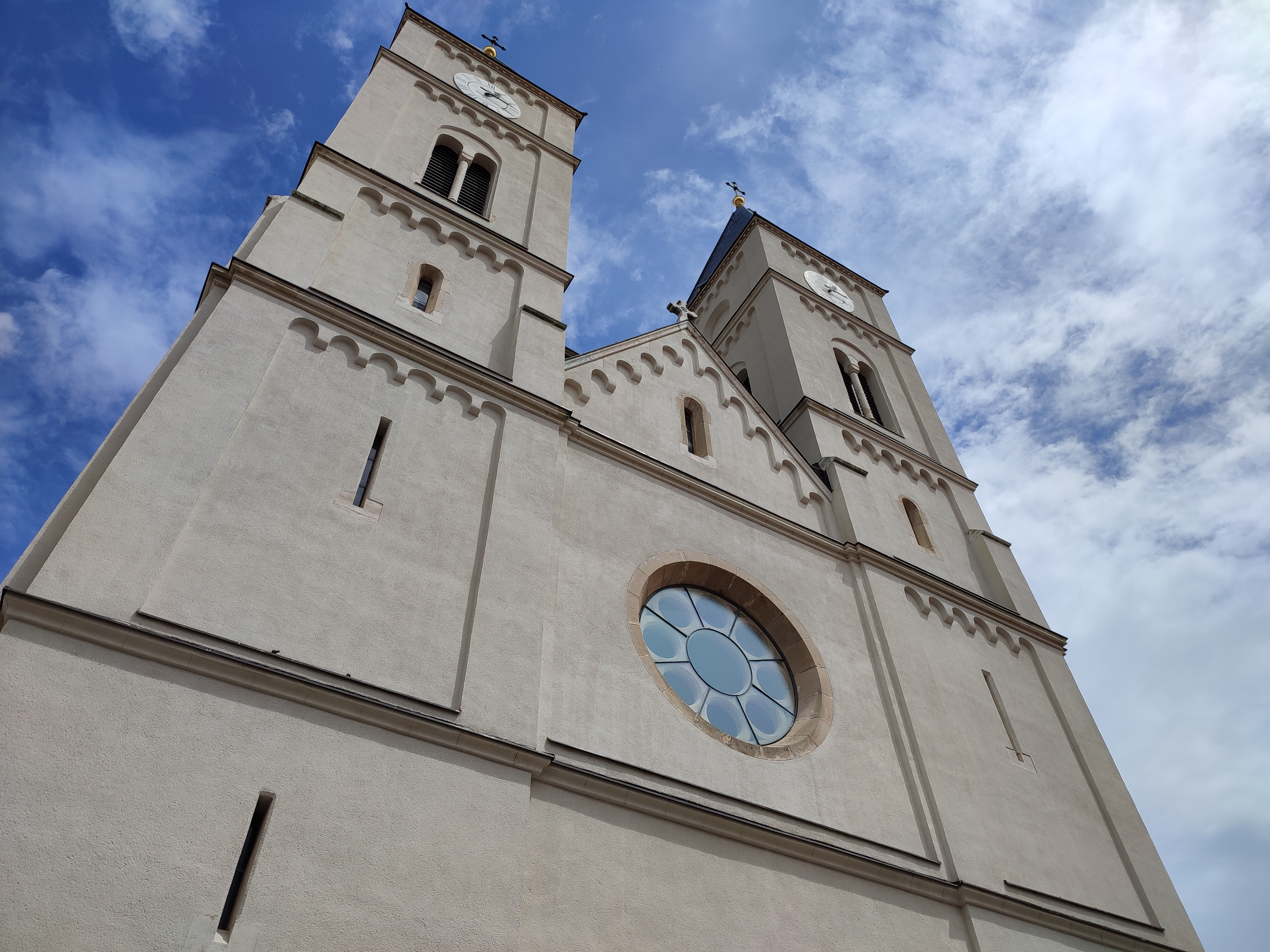
A homlokzat
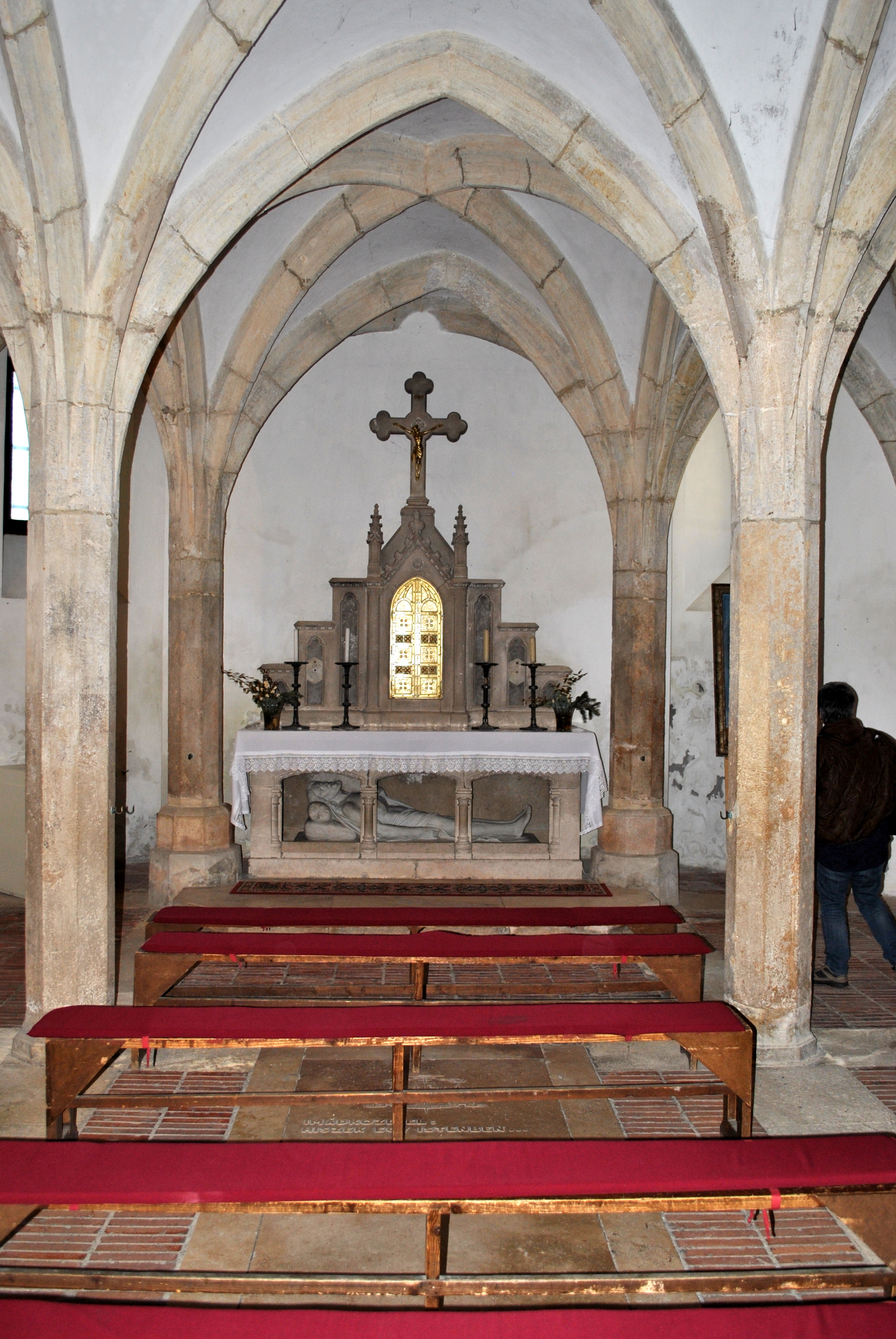
A kripta
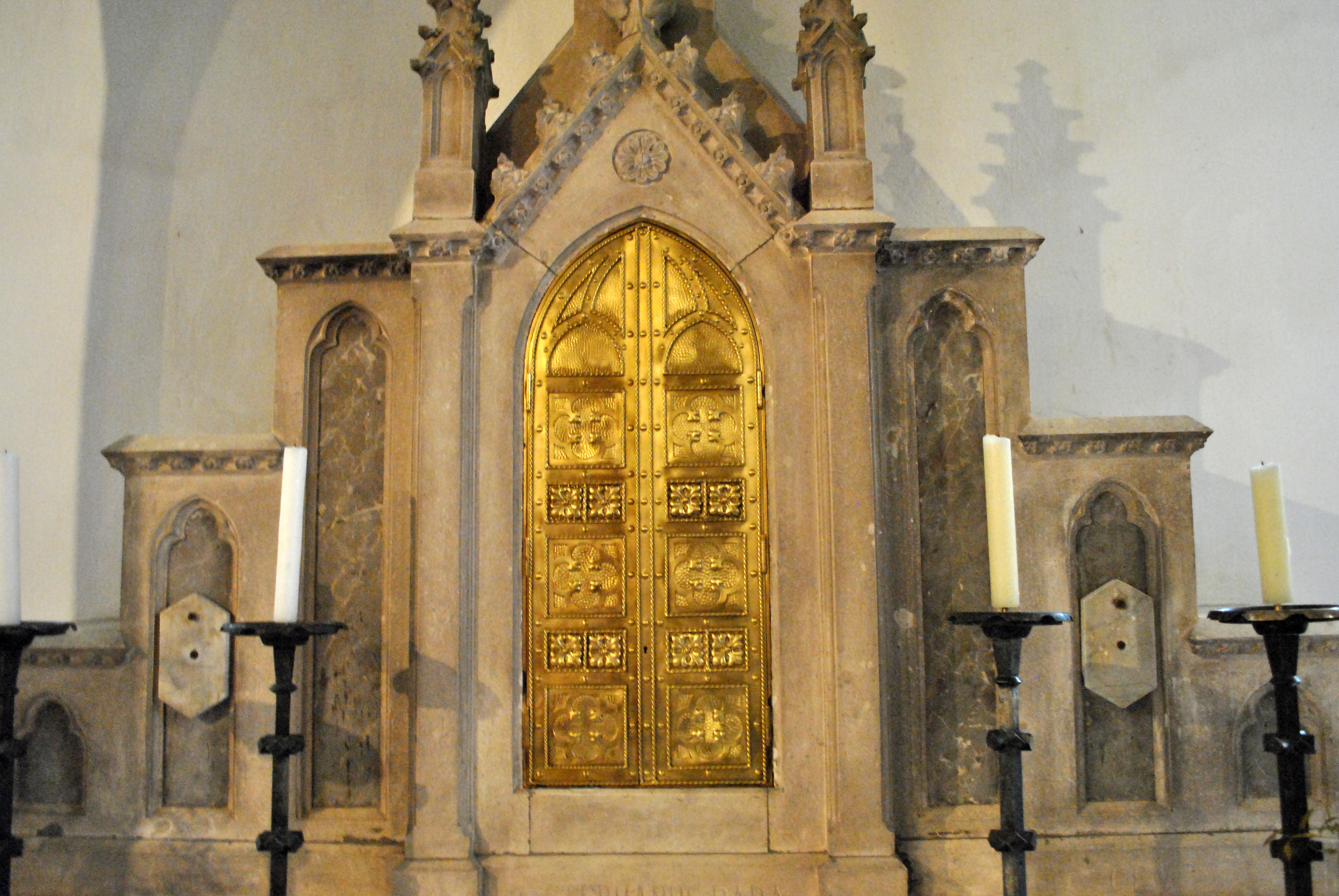
A kripta
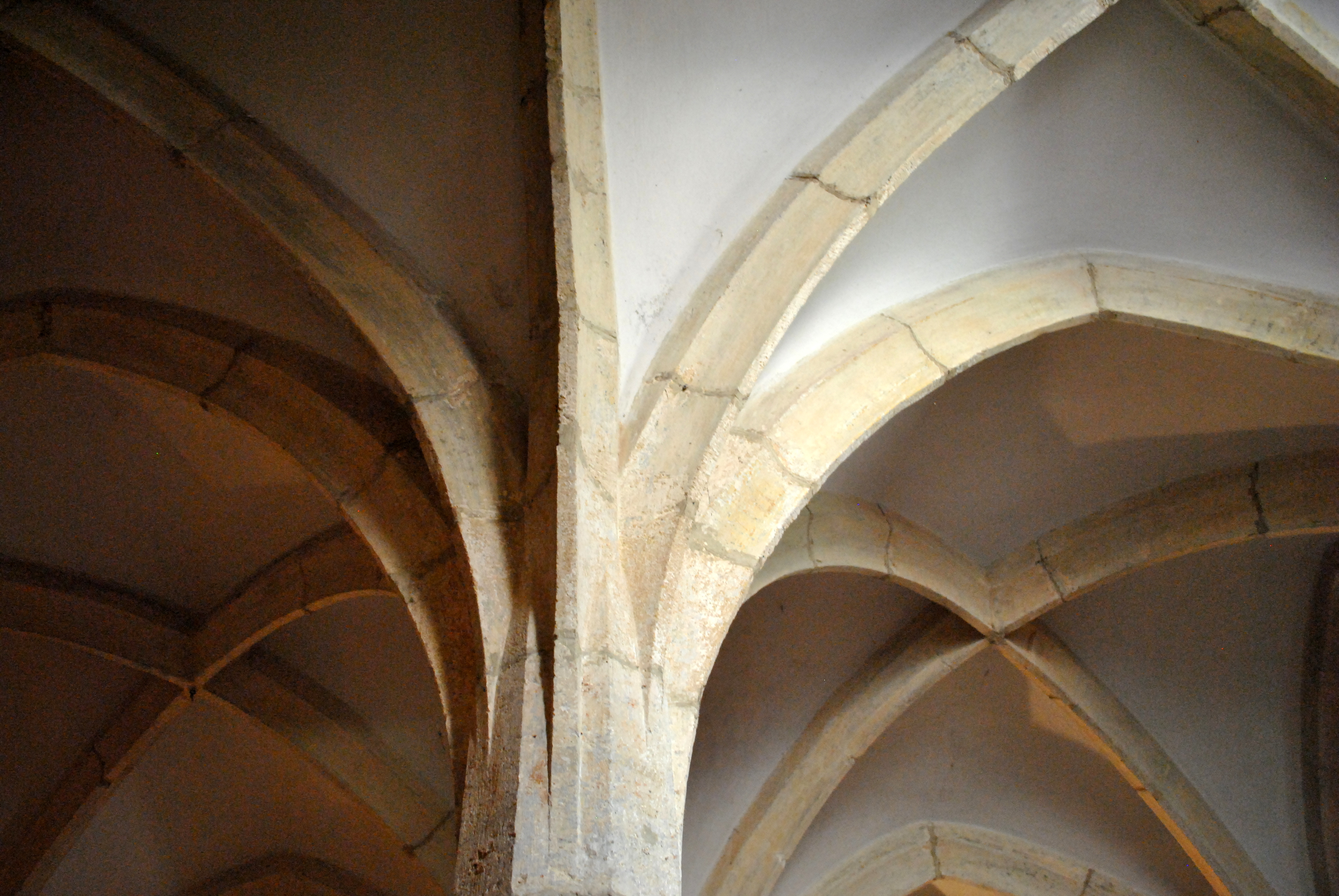
Gótikus mennyezet
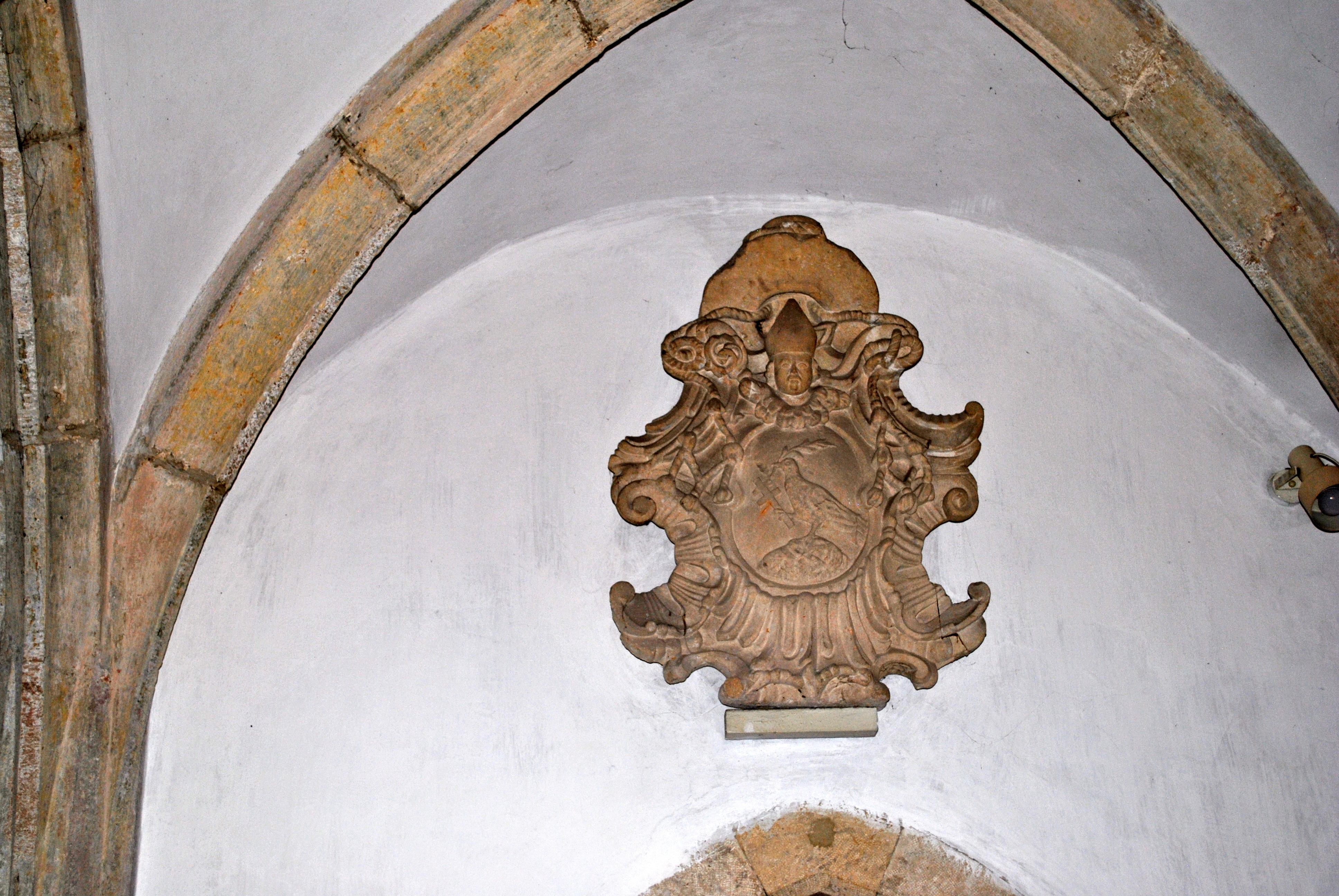